# بانزن یک هیولا است!
بانسن یک هیولا است یک مجموعه تلویزیونی انیمیشنی آمریکایی است که بوچ هارتمن برای شبکه نیکلودئون ایجاد کرده‌است. این انیمیشن بر حول یک هیولای عجیب و غریب کوچک به نام بانسن می‌چرخد که شروع ب تحصیل در مدرسه راهنمایی در بین انسان‌ها می‌کند که قبلاً فقط انسانها را می‌پذیرفت. علی‌رغم تعصب نسبت به بانسن، او با پسری انسانی به نام مایکی مونرو و دختری به نام «دارسی» دوست می‌شود. در همین حال دختری به نام آماندا در مدرسه آنها در درس می‌خواند که می‌خواهد بانسن را از صحنه روزگار محو کند. این انیمیشن در سال ۱۳۹۸ شمسی توسط شبکه ماهواره ای فارسی زبان ام بی سی پرشیا به زبان فارسی دوبله شده است و هرسال از این شبکه پازپخش می شود.